# 伯尼翁-蒂勒伊
伯尼翁-蒂勒伊（法語：Beugnon-Thireuil，法語發音：[bœɲɔ̃ tiʁœj]）是法国德塞夫勒省的一个市镇，属于帕尔特奈区。该市镇于2019年由原市镇勒伯尼翁和拉沙佩勒蒂勒伊合并而成。

## 地理
伯尼翁-蒂勒伊（46°34'11.97"N, 0°31'42.80"W）面积33.42 平方千米，位于法国新阿基坦大区德塞夫勒省，该省份为法国西部内陆省份，北起曼恩-卢瓦尔省，西接旺代省，南至夏朗德省和滨海夏朗德省，东临维埃纳省。
与伯尼翁-蒂勒伊接壤的市镇（或旧市镇、城区）包括：勒比索、韦尔努昂加蒂讷、瑟孔迪尼、弗尼乌、皮阿尔迪、阿尔丹。
伯尼翁-蒂勒伊的时区为UTC+01:00、UTC+02:00（夏令时）。

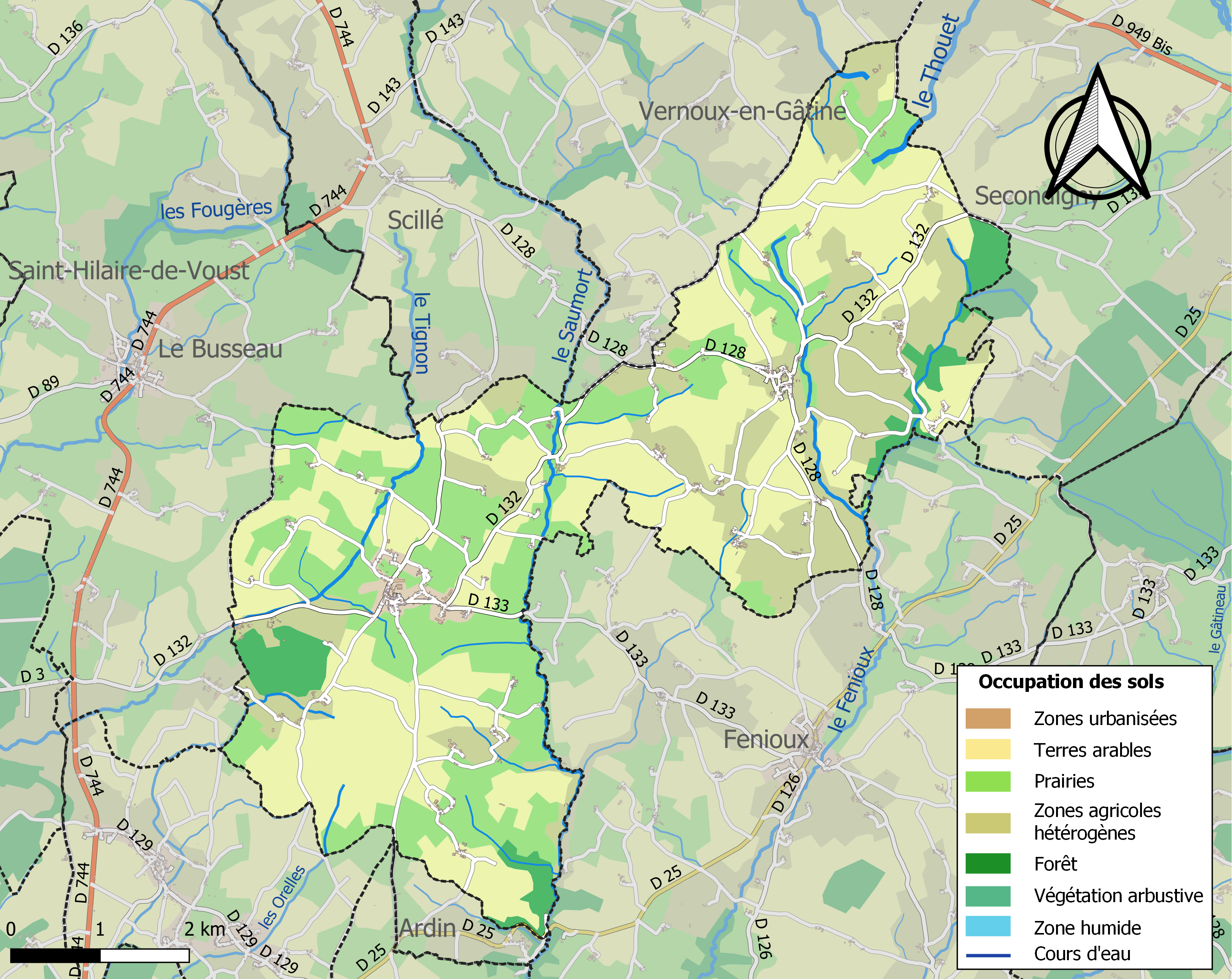
伯尼翁-蒂勒伊的OSM定位图

## 行政
伯尼翁-蒂勒伊的邮政编码为79160，INSEE市镇编码为79077。

## 政治
伯尼翁-蒂勒伊所属的省级选区为欧蒂兹-埃格赖县。

## 人口
伯尼翁-蒂勒伊于2022年1月1日时的人口数量为736人。